# Burg Kronberg
Die Burg Kronberg ist eine Burganlage in Kronberg im Taunus (Hessen, Hochtaunuskreis). Sie besteht im Wesentlichen aus einer hochmittelalterlichen Oberburg mit markantem Freiturm aus der Stauferzeit, einer spätmittelalterlichen Burgkapelle sowie einer frühneuzeitlichen Mittelburganlage, die eher Schlosscharakter hat und bis zum Bau des nahe gelegenen Schlosses Friedrichshof (1894) von den Kronbergern schlicht „das Schloss“ genannt wurde.

## Lage
Die als Höhenburg errichtete Anlage wurde auf einem ca. 285 m ü. NN liegenden Sporn des Altkönigs am Taunus-Südhang errichtet und wurde Namensgeber sowohl für das ehemalige Reichsrittergeschlecht, als auch für die unterhalb der Burg entstandene Stadt Kronberg. Sie erlaubt eine Fernsicht nach Süden bis zum Spessart, über Frankfurt am Main und das Rhein-Main-Gebiet zum Odenwald sowie weiter nach rechts über die Oberrheinische Tiefebene bis zum Donnersberg in der Pfalz. Im Norden führt der Blick heute auf die Taunushöhen mit der Burgruine Falkenstein, zum Altkönig und zum Schloss Friedrichshof. Touristisch ist sie unter anderem in den 3-Burgen-Weg Königstein–Falkenstein–Kronberg des Taunusklubs e. V. eingebunden.

## Überblick zur Bau- und Familiengeschichte
Der Zeitpunkt und die Umstände der Gründung liegen im Dunkeln. Bautechnische Strukturen am Kapellen- und Fünfeckturm lassen vermuten, dass die erste Bauphase ungefähr um 1170 lag und somit in die Frühzeit Friedrichs I. (Kaiser Barbarossa) zurückgeht. Unklar ist, ob die ersten Bauherren bzw. Besitzer bereits die späteren Kronberger Ritter waren. Diese jedenfalls gehen zurück auf Ministeriale in Eschborn, das schon zuvor zum salischen Königsgut gehörte. Die Eschborner Ministeriale sind seit mindestens 1189 auch namentlich belegt. Es ist anzunehmen, dass sie im Auftrag des Kaisers etwa an der Wende vom 12. zum 13. Jahrhunderts das besser verteidigbare Gelände der späteren Burg übernahmen, doch gibt es keine Dokumente hierzu. Die Namensbezeichnung von Cronenberg (oder ähnlich) taucht erstmals 1230 durch einen Otto von Cronenberg auf, somit rund 60 Jahre (oder etwa zwei Generationen) nach dem vermuteten Baubeginn der ersten Türme. Auch die die Türme verbindenden Steinmauern der Oberburg sind erst nach den Türmen errichtet worden. Im unmittelbaren Umfeld dürften schon früh weitere Bauten, überwiegend in Holzbauweise, für Bedienstete entstanden sein, doch gibt es hierzu keine Befunde. Die ältesten Keramikfunde aus dem Bereich der späteren Mittelburg (Reste von Geschirr und Kacheln aus Grauware) werden auf die Zeit um 1200 bis 1250 datiert.
Als denkbare Beweggründe für den Burgenbau oder die Übernahme durch die nachmaligen Kronberger Ritter werden diskutiert: 1) Die Anlage mag als Teil eines Burgen-Schutzkreises um das Krongut Wetterau konzipiert worden sein. 2) Sie könnte als zusätzlicher Schutz der Reichsstadt Frankfurt mit der damaligen Königspfalz gebaut worden sein. 3) Ihr mag auch eine Schutzfunktion für die in Sichtweite vorbeiführende Handelsstraße Frankfurt–Köln zugewiesen worden sein.

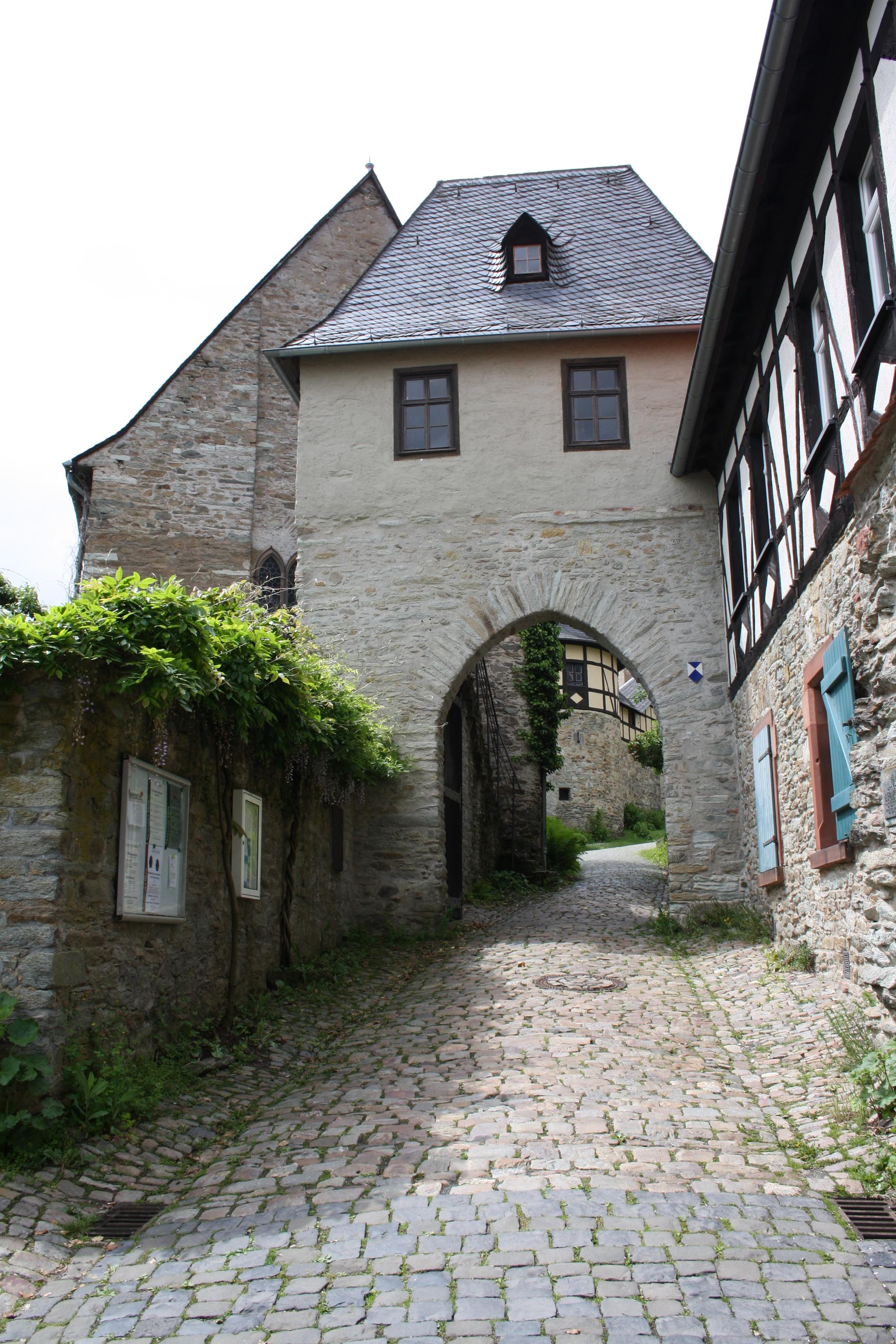
Burgtor, links dahinter Burgkapelle, in der Ferne Prinzenturm, rechts heutiges Kassenhaus und Stadtgeschichtemuseum

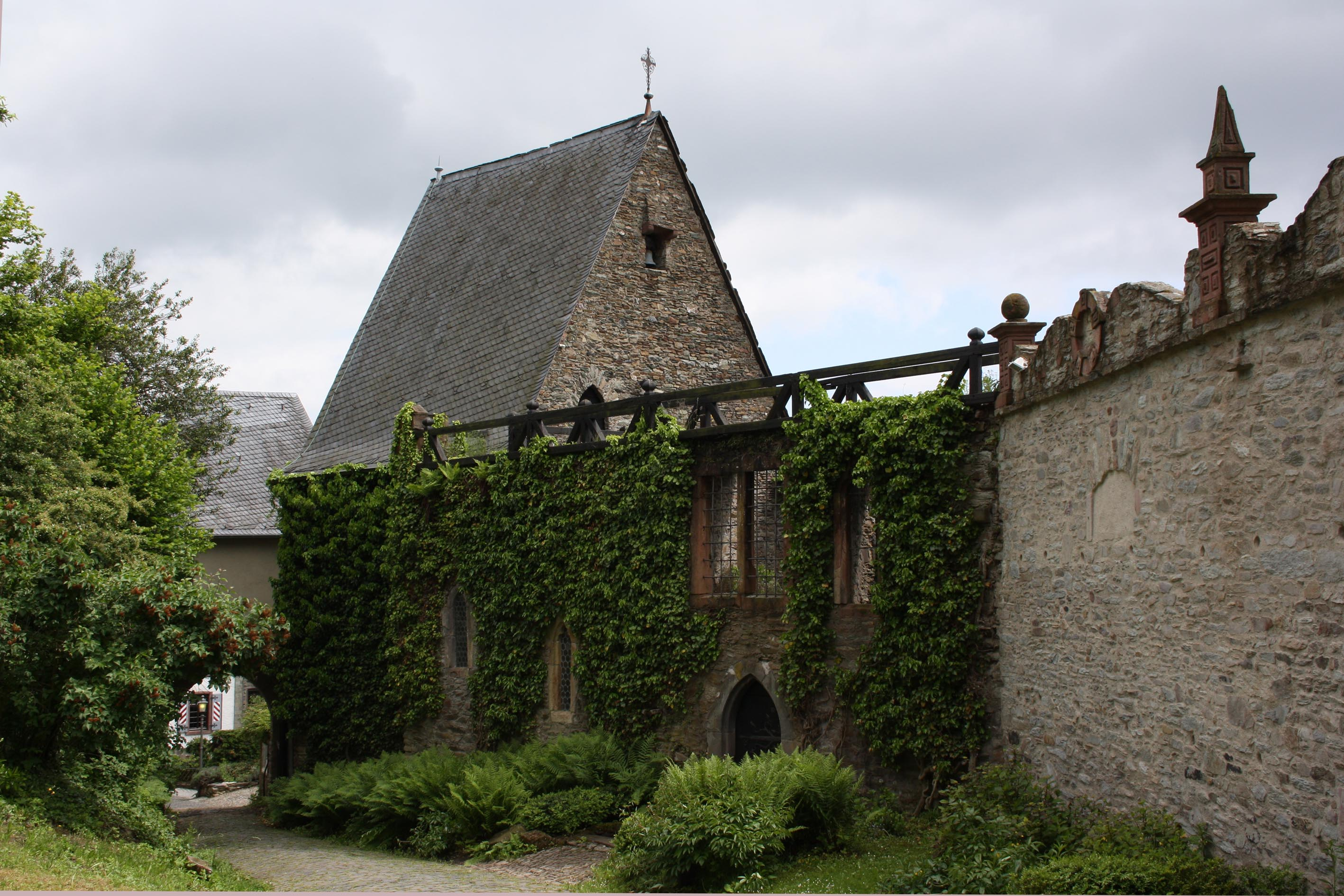
Die am 18. November 1943 zerstörte und nur im Chorbereich wieder überdachte Burgkapelle von 1342

Die Burganlage wurde wohl ab etwa Mitte des 13. Jahrhunderts der Familie fest zu Lehen gegeben und sollte ihr gehören, solange männliche Erben zu verzeichnen waren. Durch den gemeinsamen Besitz über verschiedene Familienzweige und Einzelpersonen repräsentierte sie eine Ganerbenburg. Sie umfasste früh auch weitere Burgteile: So bewohnten die im 14. Jahrhundert abzweigenden Familienlinien des Flügelstamms (ausgestorben 1617) und des Ohrenstamms (ausgestorben 1461) wohl Gebäude der „Unterburg“ neben Burgtor und Burgkapelle, während der bis 1704 überlebende Kronenstamm wohl die Mittelburg bewohnte bzw. zumindest als offiziellen Stammsitz hielt. Die Häuser der Unterburg wurden in den Jahrzehnten nach dem Aussterben des Flügelstammes abgerissen und sind nur noch in Form ihrer Keller vom Inneren des Stadtgeschichtemuseums aus einsehbar. Das neben dem Kassenhaus und Stadtgeschichtemuseum stehende Burgtor entstand wohl 1478 als Ersatz für ein früheres Tor. Sein Obergeschoss diente lange einem Pförtner als Wohnung. Die eichenen Torflügel stammen allerdings aus der Restaurierungszeit um 1900. Die an das Burgtor anschließende Burgkapelle von etwa 1342 diente zahlreichen Kronberger Ritterfamilien als Begräbnisstätte und enthält noch immer einige Epitaphe (Grabdenkmäler) im Chorbereich, seit der ersten Hälfte des 20. Jahrhunderts aber insbesondere Gräber des Hauses Hessen im Bereich des ehemaligen Langhauses. Die Kapelle ist 1943 durch Bombenabwurf zerstört worden, wodurch die Gräber des Hauses Hessens jetzt im nicht überdachten Teil liegen. Chor und Grabanlagen sind nicht öffentlich zugänglich.
Spätestens ab dem 14. Jahrhundert siedelten sich manche der herrschaftlichen Familienzweige auf Gütern innerhalb der Stadt Kronberg an, so auf dem Hellhof und auf der Westerburg. Später erwarben, bauten oder erbten manche Familienmitglieder auch weiter entfernte Besitzungen, so im Gebiet des heutigen Hessens und von Rheinland-Pfalz, aber auch im Schwarzwald und sogar in Böhmen.
Denn tatsächlich entwickelten die Kronberger Familienzweige vielfache berufliche und verwandtschaftliche Verflechtungen mit anderen Herrschaftsfamilien. Eine Motivation hierfür war wohl, das Einkommen des lange Zeit wachsenden Geschlechts zu sichern, da das relativ kleine Reichslehen Kronberg-Eschborn nicht alle Mitglieder der sich verzweigenden Familien hätte versorgen können. So verdingten sich Kronberger „Ritter“ bzw. „Junker“ auch bei regionalen Territorialherren, namentlich der Kurpfalz und des Erzbistums Mainz. Ihr jeweiliger Lebensmittelpunkt war für sie dann nicht mehr die Burg oder Stadt Kronberg selber, doch diente die Burg weiter als Identifikationspunkt für das Geschlecht und die Ganerbengemeinschaft.
Die heute noch sichtbaren Bauwerke der Burganlage entstanden überwiegend in der Zeit von etwa 1170 bis 1505, allerdings mit Ergänzungen im Rahmen dreier größerer Restaurierungs- und Umbauphasen:
1. Anfang des 17. Jahrhunderts mit einem partiellen inneren und äußeren Umbau der Mittelburg, hierbei Umgestaltung der Giebel zu zeittypischen Rollwerkgiebeln und wohl auch Ausbau des Erkers im Rittersaal (Wappensaal) zu einem Standerker; Ende des Jahrhunderts erfolgte der Abriss der Unterburg;
2. um 1875 bis 1912 durch den Taunusklub mit verbesserter Zugänglichkeit der Oberburg und des Freiturms sowie einer Wendeltreppe im Turm[5] sowie insbesondere durch Kaiserinwitwe Victoria, der Gattin von Kaiser Friedrich III., die sich nach dem Tod ihres Gatten Kaiserin Friedrich nannte, und danach durch ihren Schwiegersohn (Friedrich Karl von Hessen) mit vielfältiger Sanierung, aber auch freien Modifikationen und Ergänzungen der Mittelburganlage (darunter des in dieser Form nicht authentischen Wehrgangs und heutigen sogenannten Prinzenturms);
3. nach 2000, als die gesamte Anlage einer erneuten Sanierung, Restaurierung und Anpassung an Besucherströme und neue Nutzungen unterworfen wurde. Die Sanierungen an den Maueranlagen werden wohl auch über 2023 noch weiter durchgeführt werden.

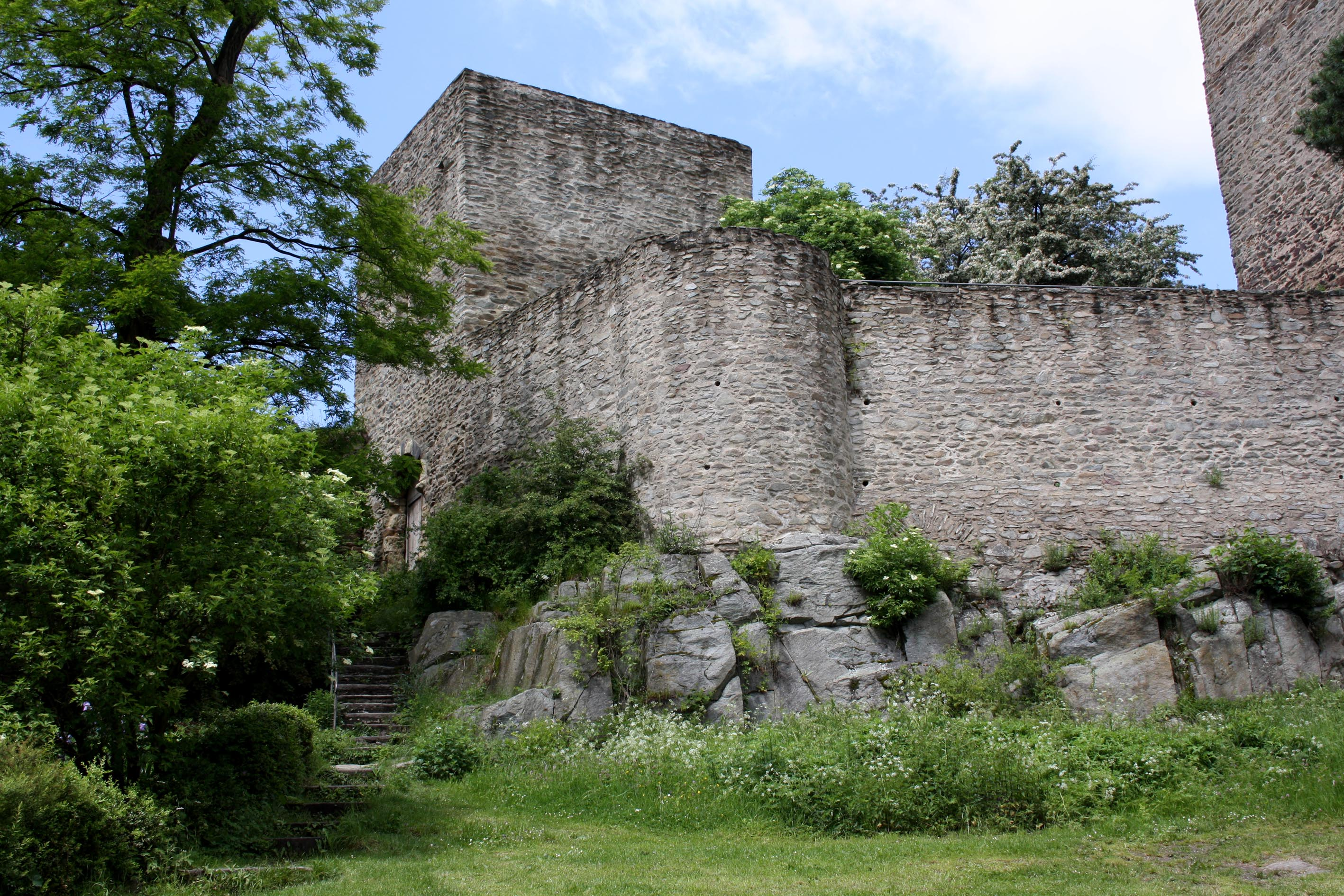
Mauer der Oberburg mit Kapellenturm-Rest, links nach oben führend heutige Zugangstreppe, rechts Teil des Freiturms

## Die Oberburg der Stauferzeit (ab ca. 1170)

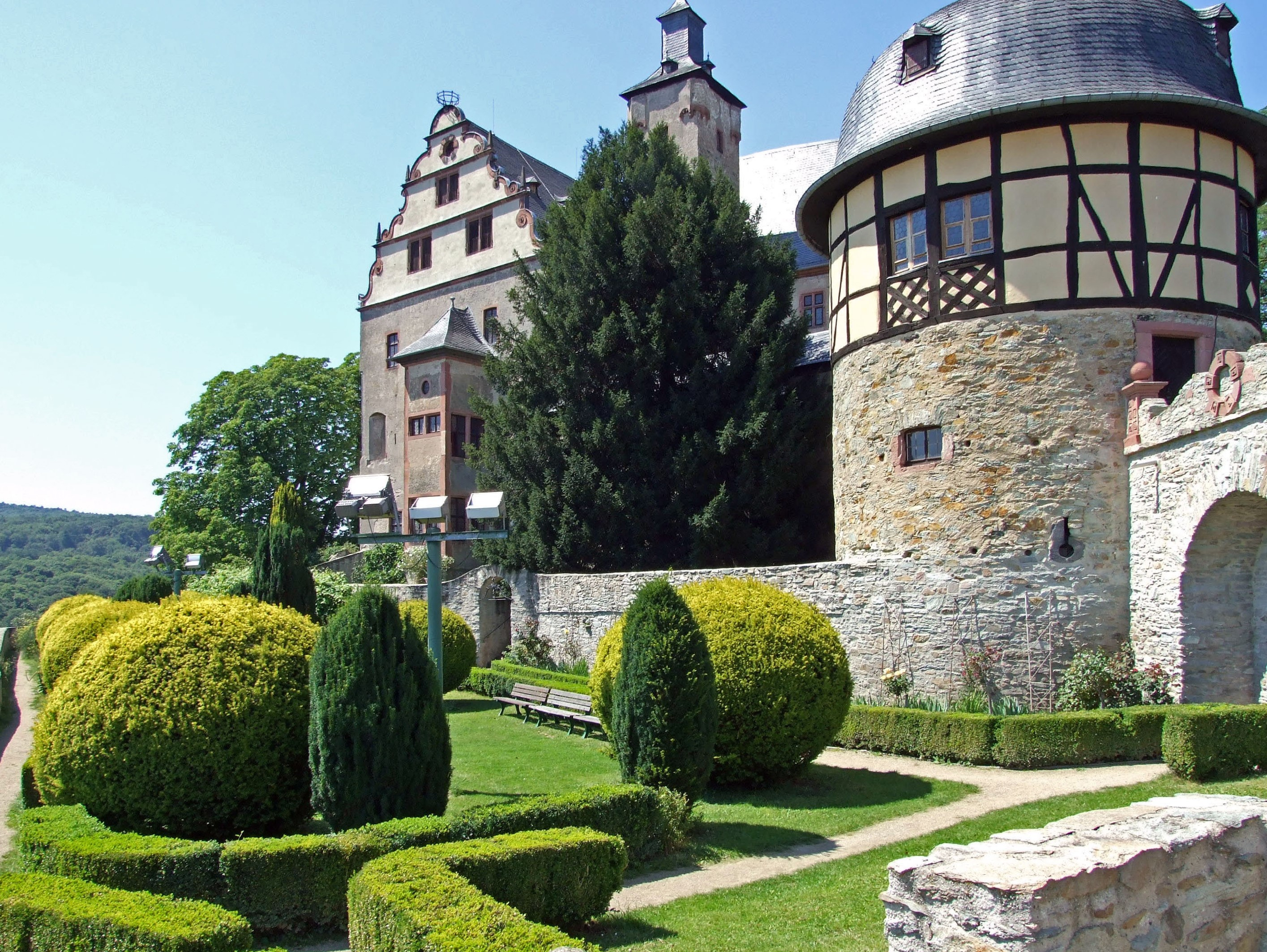
Westflügel mit Standerker, vorne der Schlossgarten (sogenannter Prinzengarten mit Prinzenturm von 1912)

Von den prominent aufragenden drei turmartigen Bauten der Oberburg waren die beiden niedrigeren und wohl leicht älteren Türme ehemals vermutlich höher und bedacht. Der Freiturm hingegen war deutlich niedriger, ist in seinem Basisteil um 1200 errichtet worden und war möglicherweise zunächst auch als Wohnturm konzipiert. Er erhielt den markanten Ausbau zur heutigen Form, die an einen Butterfassturm erinnert, bei vermutlich gleichzeitiger Mauerverstärkung rund 300 Jahre später.
Der Zugang zur Oberburg erfolgt heute über eine Steintreppe aus dem 19. und 20. Jahrhundert, die von der Mittelburgebene aus hoch führt. Wie und wo der ursprüngliche Zugangsweg zur Oberburg verlief, ist unbekannt, da starke Reliefumgestaltungen die Spuren verschwinden ließen. Am Torturm erkennt man einen für die romanische Bauphase charakteristischen Rundbogen aus weißem Kalkstein und schwarzem Lungstein (einem Basaltlavagestein aus dem Vogelsbergvulkan). Die im Torturm hochführende Betontreppe wurde angelegt, um auf das Niveau des über die Jahrhunderte durch Schutt und Abfall angehobenen Innenhof-Niveaus zu gelangen. Der Torturm wird wegen der Torkapelle im Obergeschoss auch Kapellenturm genannt. Der Kapellenraum befindet sich direkt über dem Durchgang und enthält einen kleinen Chor mit zwei Sakramentsnischen, der vom Burghof aus am leicht gerundeten Apsis-Erker erkennbar ist. Dieser Raum ist nicht zugänglich.
Einen ungewöhnlichen Umriss hat der so genannte Fünfeckturm, ursprünglich wohl ein Wohnturm, dessen ehemaliger Eingang in mittlerer Höhe gelegen haben dürfte. Er ist wohl gegen 1500 in einen im Inneren viereckigen und mit Schutzgewölbe versehenen Schützturm (eine Kasematte) umgewandelt und mit einer bis 2,5 m starken Mauer verstärkt worden. Auffallend sind die wehrtechnisch seltenen Schlitzmaulscharten aus dieser Umbauphase. Der heutige Eingang in den Fünfeckturm ist durch Verwendung eines Grenzsteins als Türsturz um 1900 gesichert worden, hatte an dieser Stelle aber schon zuvor seit langem einen Behelfseingang, um als Lager oder Stall für den Türmer und seine Familie zu dienen. Der heutige Betonfußboden wurde um etwa 2000 angelegt. Die im Innern seit 2018 aufgestellten fünf Holzstelen und Holzsitze wurden aus einer im Jahre zuvor durch Sturm gestürzten Buche geschnitzt und symbolisieren Obrigkeiten des Hochmittelalters (Bischof, Kaiser, Kaiserin, Prinzessin, Ritter).
Der über die Wendeltreppe bis zur umlaufenden Fensterreihe besteigbare Freiturm basiert auf dem ehemaligen Bergfried der mittelalterlichen Burganlage; sein sich im unteren Drittel bis zu einem kleinen Mauerwerkrücksprung erstreckende Basissockel weist wohl auf die damalige Oberkante hin, auf der eine Dach- oder Zinnenkonstruktion gesessen haben dürfte. Der Turm hat eine Grundfläche von 8,4 mal 8,4 Meter und einen Hocheingang auf der Burginnenseite in (heute) 7 Meter Höhe, zu dem die Wandtreppe aus dem 19. Jahrhundert führt. Seine heutige Gesamthöhe von über 43 m und seine markante Form mit dem Butterfassaufsatz ab 33 m Höhe erhielt er kurz nach 1500 in ungefährem zeitlichem Zusammenhang mit der Innenverstärkung, dem Bau der Kasematte im Fünfeckturm sowie dem Bau eines Zwingers um die Ober- und Mittelburganlage mit drei Bollwerken an der Nord- und Westseite – alles Maßnahmen zur besseren Verteidigung gegen die damals wirksamer werdende Angriffswaffen. Ehemals war der Turm vermutlich sowohl von außen wie auch im Innern nur über steile, aber massive Treppen besteigbar. Im obersten schmalen Turmteil wohnte und wachte auch nach der mittelalterlichen Nutzung noch bis 1839 ein Türmer mit Familie.

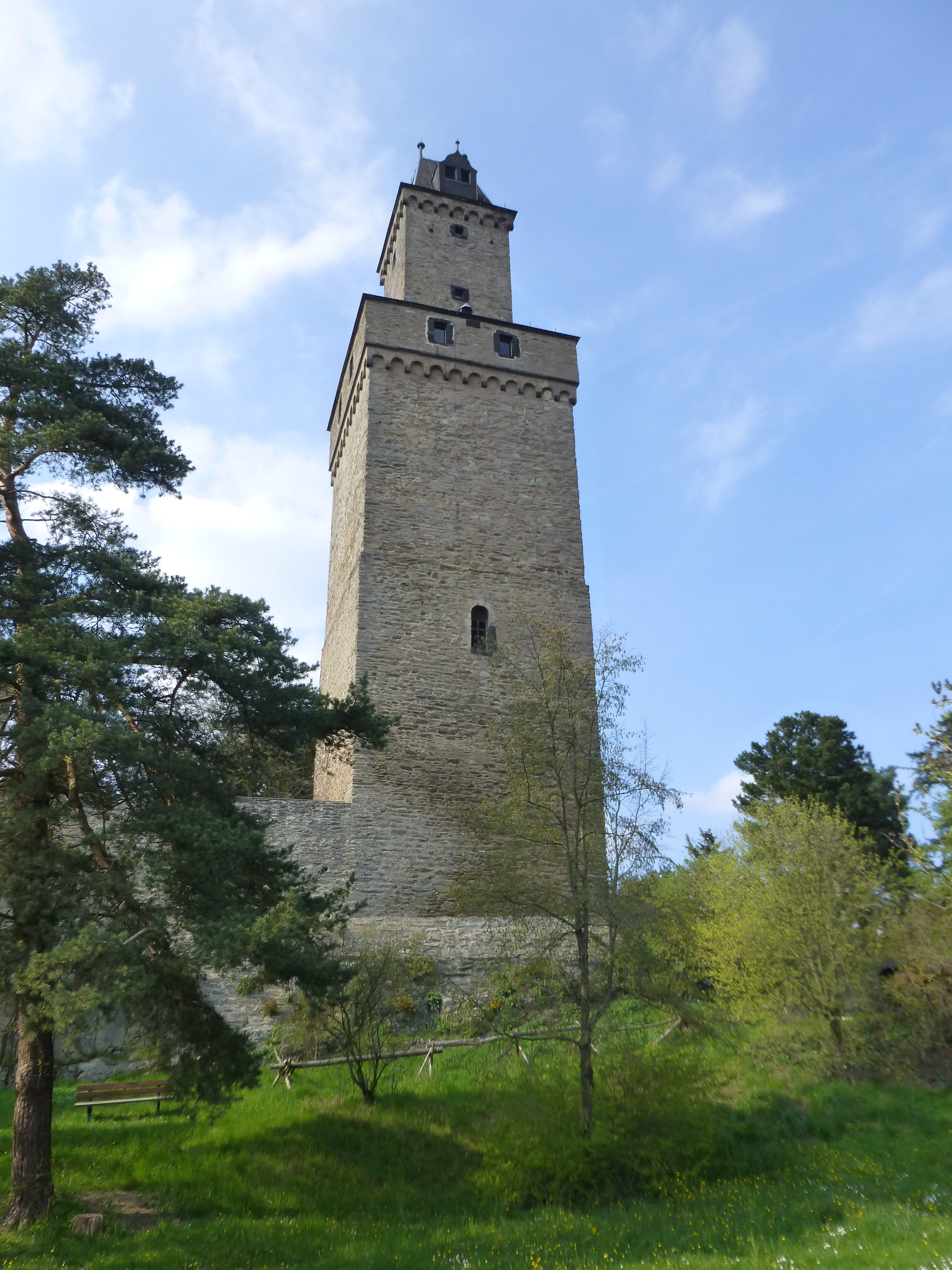
Der Freiturm der Oberburg ist bis zur horizontalen Fensterfront über eine nachträglich eingebaute Wendeltreppe besteigbar.

Neben den drei heute noch sichtbaren Gebäuden sind an Mauerabsätzen der Oberburganlage auch die Stellen mutmaßlicher früherer Anbauten erkennbar. Einen eigentlichen repräsentativen Palas, wie viele andere Burgen, hatte die Kronberger Oberburg aber infolge der Enge der Anlage von nur ca. 750 m² offenbar nicht. Auf der heutigen Aussichtsplattform, die den Blick über Rhein-Main freigibt, findet sich rechts der Sockel eines kleinen Rundbaus, der als Rest eines kleinen Schalenturmes gedeutet wird.

## Die Mittelburg des 14. bis 17. Jahrhunderts
Der Westflügel der Mittelburg mit dem zum Innenhof angebauten mächtigen Fahnenturm gehen in der Anlage mindestens auf die erste Hälfte des 14. Jahrhunderts zurück und weisen noch etliche gotische Stilelemente auf. Der vom Schlosseingang rechts stehende Nordflügel wurde hingegen erst um 1505 und im Stil der Renaissance-Zeit an der Stelle eines Vorgängerbaus, fertig gestellt. In der Küche sind noch ältere Grundmauerreste durch ein „archäologisches Fenster“ sichtbar gemacht worden. Durch die Kombination von West- und Nordflügel erlangte die Mittelburg die heutige über Eck gebaute Form. Die beiden Gebäudeflügel wurden seit dem Bau von Schloss Friedrichshof zuweilen gemeinsam als „Altes Schloss“ bezeichnet. Die zeitweise verwendeten Bezeichnungen „Kronenstammhaus“ und „Flügelstammhaus“ für West- und Nordflügel werden heute als eine irrtümliche Familienstamm-Zuordnung betrachtet.
Der Westflügel war ehemals stärker in Einzelräume unterteilt als heute, enthielt aber durchaus auch schon repräsentative Großräume, die heutzutage für unterschiedliche Anlässe (Ausstellungen, Konzerte, Vorträge) genutzt werden. An seiner Südwand (zum Prinzengarten) wurde Anfang des 16. Jahrhunderts außen ein zweigeschossiger Standerker anstelle eines zuvor wohl nur im ersten Obergeschoss angebauten Kapellenerkers errichtet. Der Fahnenturm in der Ecke der Gesamtanlage war ursprünglich niedriger und oben vielleicht flach und mit Zinnen besetzt. Seine zwei hoch angebrachten und zum Hof weisenden Erkeranbauten wurden im 15. Jahrhundert angesetzt, die hinteren zwei Erkeranbauten allerdings erst (wohl aus Symmetriegründen) im Rahmen der ergänzenden Restaurierung und historisierenden Ergänzung um 1900.

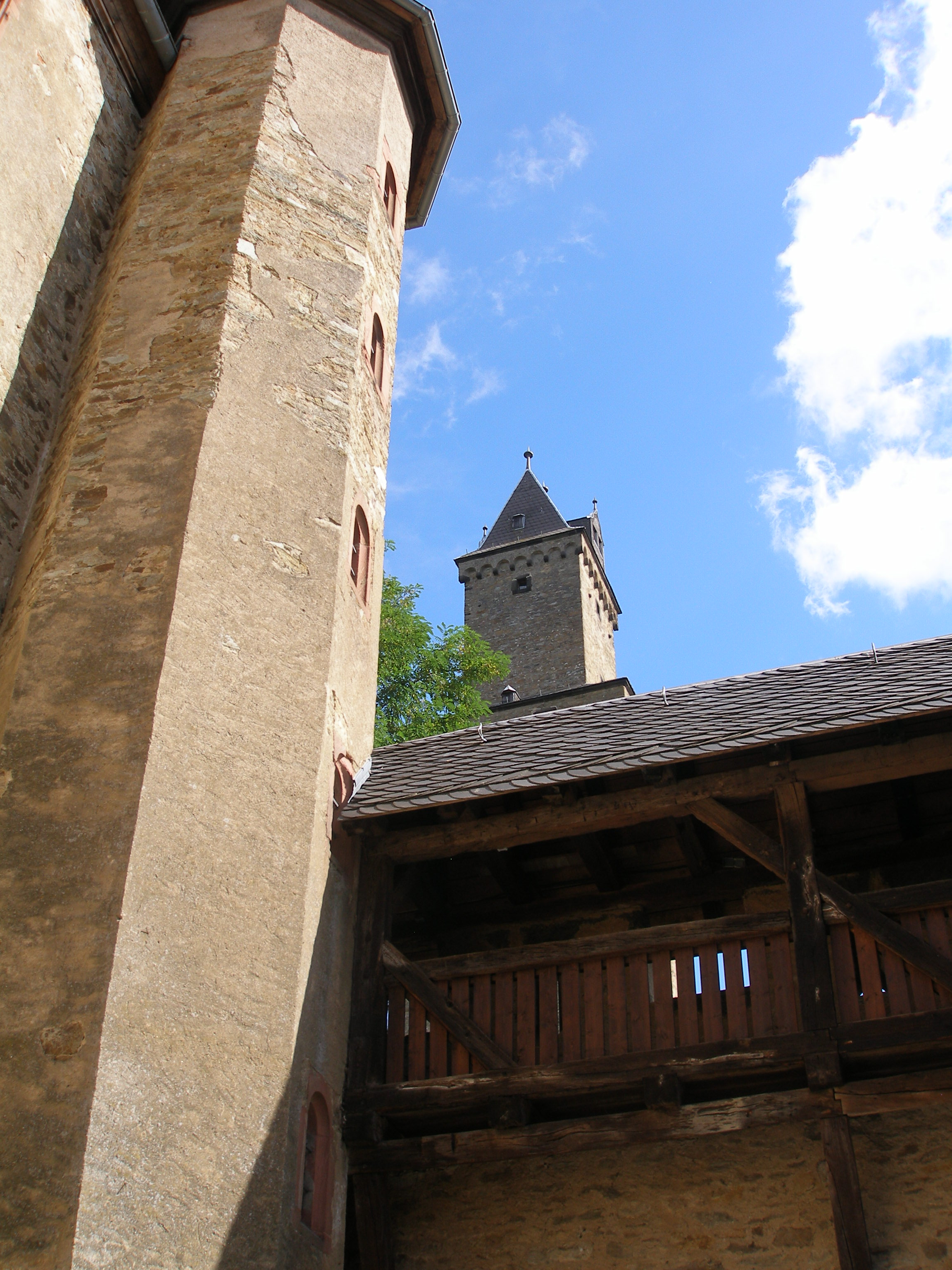
Achteckturm für das ehemalige Dienstpersonal am Nordflügel, rechts historisierender Wehrganganbau (um 1900)

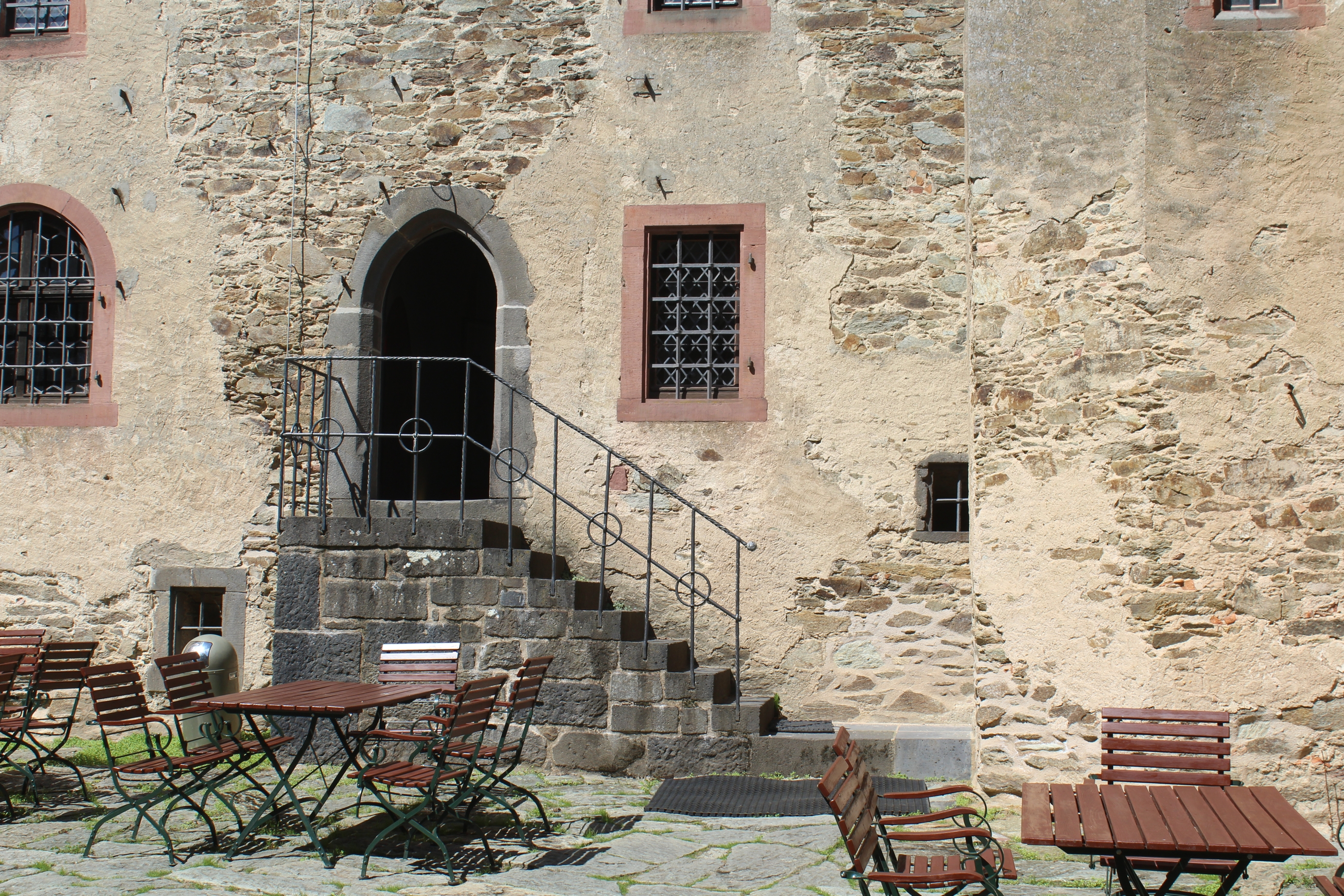
Zugang zur Gesindekammer mit Burgmodell und Infos, Treppenaufgang um 1900 um 90° abgewinkelt angebaut

Der Nordflügel enthält im Erdgeschoss eine Großküche mit mächtigem Tonnengewölbe, einer Feuerstelle (Esse) und einem alten, bereits 1367 erwähnten Ziehbrunnen (damals noch im Freien stehend), der heute als Zisterne, gespeist vom Dachwasser der Mittelburg, fungiert. Vor der rechten Seite des Gebäudes steht der Achteckturm mit enger Wendeltreppe neben dem kleinen (in dieser Form nicht historischen) Treppenaufgang in den musealen Bereich. Die Wendeltreppe des Turms diente wohl primär dem Gesinde als Verbindung von der Gesindekammer des Erdgeschosses sowie von außen (Türe zum Hof heute vermauert) zu den Gemächern der Burgherrschaft. Eine breitere, von außen schwerer erkennbare Wendeltreppe, eingebaut 1444, findet sich in der Ecke des Westflügels hinter dem Fahnenturm und erlaubt heute den Zugang zu den beiden Flügeln, deren Geschossniveaus allerdings stark versetzt liegen. Sowohl vom Achteckturm als auch vom Rittersaal („Wappensaal“) des Westflügels aus besteht ein Zugang zum Wehrgang und zum „Prinzenturm“. Während die tragende Mauer und auch der Turm einem bei der Restaurierung vorgefundenen älteren Mauerverlauf und Turmrest folgt, ist der Wehrgang selber eine dekorative Ergänzung der Burganlage, wohl nach konstruktiven Vorbildern in Nürnberg und Rothenburg ob der Tauber, um der Öffentlichkeit das Prinzip eines mittelalterlichen Burgen-Wehrgangs mit Schießscharten und "Pechnase" (Öffnung über der Tür zum Ansprechen des Ankömmlings) zu demonstrieren.
Die ehemals im gotischen Stil gestuften Treppengiebel der beiden Mittelburg-Flügel, wie sie auf den ältesten Stichen noch an den beiden Gebäudeflügeln zu sehen sind, wurden im frühen 17. Jahrhundert durch die jetzigen Rollwerks- oder Schweifgiebel ersetzt, vermutlich etwa gleichzeitig mit dem Bau des Standerkers. Darüber hinaus kam es äußerlich nur zu wenigen Veränderungen, wohl allerdings in der Ausgestaltung und Aufteilung der Räume, die generell kleinteiliger und stärker mit Mobiliar befrachtet waren als heute.
Schon 1617 verstarb der letzte männliche Nachfahre des Flügelstamms im heute noch erhaltenen Hellhof in der oberen Altstadt von Kronberg, 1704 der letzte männliche und kinderlose Nachfahre des Kronenstamms auf Burg Hohlenfels im Hintertaunus. Allerdings lebte das im Dreißigjährigen Krieg (1618–1648) in den männlichen Linien erheblich dezimierte Geschlecht schon längere Zeit überwiegend auf anderen Besitzungen: Der reichsgräflich-katholischen Linie waren unter anderem Güter in Böhmen zugefallen; die protestantisch-freiherrliche Linie hatte sich im Krieg aus dem zwangskatholisierten Kronberg zurückgezogen und besiedelte unter anderem Güter im heutigen Rheinland-Pfalz. Teile der Burganlage verfielen ab jetzt aber verstärkt und wurden teilweise abgerissen oder zumindest zweckentfremdet.

## Spätere Nutzungen und Veränderungen (1704–1989)
Nach dem Aussterben der Herren von Kronberg im Jahre 1704 kam die Burg zum Kurfürstentum Mainz, zu welchem seit Jahrhunderten Beziehungen bestanden hatten. Der lokale kurmainzische Amtmann nahm seinen Amtssitz für einige Zeit in der Mittelburg ein. Teile der Mittelburg wurden als katholische Schule und Lehrerwohnung genutzt und unterhalb des Schlossgartens (heute „Prinzengarten“ genannt) wurde der heute noch bestehende Schulgarten angelegt. Während der napoleonischen Kriege wurde die Burg von französischen Truppen besetzt, teilweise auch etwas verändert und beschädigt; der Fahnenturm wurde im unteren Teil als Gefängnis, die Burgkapelle zeitweise als Pferdestall genutzt. Ab 1802/03 kamen Stadt und Burg zu Nassau-Usingen bzw. 1806 zum Herzogtum Nassau. 1866 wurden Burg und Stadt von Preußen übernommen. Genutzt wurde der Westflügel mittlerweile sehr unterschiedlich, unter anderem von einer kleinen Schreinerei, war aber schon stark baufällig geworden.
Alle verbliebenen Burggebäude waren in einem zunehmend desolateren Zustand, teilweise einsturzgefährdet und an vielen Stellen ohne intakte Fenster und Türen. Die Gesamtanlage wurde von Preußen jedoch als erhaltenswertes Denkmal taxiert, das in hervorragender Weise unterschiedliche Baustile von der Romanik bis in die frühe Neuzeit vereinigte. Kaiserin Friedrich ließ die Anlage Ende des 19. Jahrhunderts, nachdem sie ihren Sommer-Witwensitz im heutigen Bad Homburg eingenommen hatte, durch den Architekten und Baurat Louis Jacobi unter Angleichung an den Bauzustand um etwa 1620 restaurieren und als öffentliche Museumsanlage konzipieren. Aus Potsdam brachte sie eine erhebliche Waffensammlung mit und organisierte durch Zukauf eine reichhaltige und dem 17. Jahrhundert entsprechende Innenausstattung. Zu dem von ihr erworbenen zeitgemäßen Inventar gehörten viele Möbel, Öfen und andere Gegenstände. Nach ihrem Tod (1901) wurden die Arbeiten von ihrem Schwiegersohn Friedrich Karl von Hessen fortgesetzt.
Während vieles im und am Schloss durchaus auch gemäß heutigen Ansprüchen professionell und in Anlehnung an den vermuteten Zustand des frühen 17. Jahrhunderts restauriert wurde, sind andere Partien relativ frei ergänzt worden, darunter der Einbau verschiedener Öfen und neuer Kamine. Der spätgotische Kamin im Terracottasaal stammt aus dem Stadtwaage-Gebäude Frankfurts. Der Kamin des Terracottasaals ist neoromanisch. Frei konzipiert sind auch der Wehrgang und der Prinzenturm. Das durch die Wehrgangsmauer führende Tor stammt aus Frankfurt-Praunheim. Manche Innenausstattungen, speziell manche Malereien und Inschriften im Wappensaal des Westflügels, weisen Merkmale des Historismus und Jugendstils um 1900 auf und stammen von „Karl Julius Grätz“ und Jakob Hembus. Für Besucher wurde auch eine Verbindung zwischen Mittel- und Oberburg konzipiert, wie von außen noch erkennbar ist, die aber nicht final umgesetzt oder erhalten geblieben ist. Am 25. Mai 1912 wurde die fertig restaurierte Burg als Museumsanlage der Öffentlichkeit zugänglich gemacht, das Hauptgebäude am 1. Juni 1913. Durch die beiden Weltkriege und ihre Folgen, durch Besetzungen und fehlende Aufsicht während der Wirrnisse kamen in der ersten Hälfte des 20. Jahrhunderts viele Gegenstände wieder abhanden, andere wurden weggebracht oder verkauft, die Kapelle zerstört.
Der zur heutigen Burganlage gehörende Eibenhain nördlich des um Ober- und Mittelburg ziehenden Zwingers wurde erst nach dem Zweiten Weltkrieg vom Hause Hessen erworben und gehörte zum Gartenareal eines früheren Privathauses in Holzbauweise am Ort des heutigen kleinen Burgparkplatzes an der Königsteiner Straße. Er war wohl im 18. Jahrhundert angelegt worden, könnte aber teilweise auch autochthonen Ursprungs sein. Er war bei der Burgübernahme durch die Stiftung in den 1990er Jahren ein verwildertes Dickicht aus verschiedenen Baum- und Straucharten und wurde durch ehrenamtliche Pflegemaßnahmen besuchergerecht umgewandelt. Heute ist er ein Ort der Ruhe im Rahmen des erweiterten Burgareals mit rund 200 Eiben stark unterschiedlichen Alters sowie mit Sitzbänken, bietet aber auch vielen Vogelarten Lebens- und Rückzugsraum.

## Erhalt und Pflege durch Burgverein und Stiftung ab 1989
1989 gründete sich der Burgverein Kronberg e. V. mit dem primären Ziel, den Verkauf der Burg von der Hessischen Hausstiftung an einen Investor zu verhindern. 1992 erwarb die Stadt Kronberg die Burg und 1994 wurde die Stiftung „Burg Kronberg im Taunus“ gegründet. Seitdem verwalten Vertreter der Stadt und des Burgvereins die Burg gemeinsam, wobei die Pflege und Öffnung für das Publikum, der Kassenbetrieb, Führungen und kulturelle Veranstaltungen vom Verein weitgehend ehrenamtlich getragen werden. Dieser bedient auch das vor dem Burgtor eingerichtete Museum für Stadtgeschichte, das mit zahlreichen Exponaten einen Überblick über die Geschichte der sich um die Burg entwickelten Stadt Kronberg bis um 1900 bietet. Besichtigungen der Mittelburg-Inneneinrichtung sind im Rahmen von Führungen möglich.
Von 2001 bis 2002 wurde die Oberburg, danach bis zunächst 2004 die Mittelburg grundsaniert. 2012 bis 2017 erfolgten aufwändige Restaurierungen und Sanierungen im Westflügel, welche durch großzügige Spenden unterstützt wurden. Aus Gründen der Betriebssicherheit und eines erleichterten Zugangs zu den Obergeschossen wurde im hinteren und von vorne nicht einsehbaren Teil eine moderne Treppen- und Liftanlage angebaut. 2016 wurde der Wappensaal im 1. Obergeschoss des Westflügels mit den bereits 1899 durchgeführten Restaurierungen und auch Ergänzungen der Wappen sowie mit bildlichen und inschriftlichen Ergänzungen (wo nicht original erhalten) der Öffentlichkeit übergeben, 2017 auch der darüber liegende Saal (Rheinberger-Saal), der seitdem vorwiegend für Ausstellungen verwendet wird. Weitere Sanierungs- und Restaurierungsarbeiten sind noch im Bereich der Burg- und Stadtmauer hinter der Mittelburg sowie im Bereich des Schulgartens im Gange. Diese Bereiche sind daher derzeit (2023) noch nicht öffentlich wieder zugänglich.
Neben der baulichen Pflege und Restaurierung widmet sich der Burgverein auch der situationsgerechten Ausgestaltung der sich über fast 1,8 ha ausdehnenden Grün- und Waldflächen. Hierbei wird, soweit möglich und sinnvoll, eine Anlehnung an historische Vorbilder angestrebt, die aber zugleich dem Besucherbedürfnis und dem Vogel- und Insektenschutz dienen soll. Sowohl für den „Prinzengarten“ (Schlossgarten) aus der frühen Neuzeit als auch für den als Nutzpflanzengarten konzipierten Lehrergarten aus dem 18. und 19. Jahrhundert werden nach Möglichkeit Pflanzen und Sorten verwendet, die damals in der Region verwendet wurden. Die Ausgestaltung des Prinzengartens folgte alten Vorbildern mit viel Grünfläche und dekorativen Elementen, wie Rasenbänken, Lauben und Spalieren. Der hinter der Burganlage liegende ausgedehnte Eibenhain verweist auf die ehemals große Bedeutung dieser heute seltenen Baumart hin. Die Hangflächen der Oberburg wiederum sind mit sonnenliebenden Blütenpflanzen beschickt und dienen gezielt auch als Insektenbiotope.

## Ausstellungen
- Besuch der Außenanlagen und der Oberburg von Mittwoch bis Sonntag zwischen Frühjahr und Herbst. Die museal gestalteten Innenräume der Mittelburg können im Rahmen von Führungen am frühen Nachmittag besichtigt werden.
- Permanente Ausstellung im Museum für Stadtgeschichte (jeweils Sa, So und Feiertage von 13–17 Uhr, Eintritt frei). Geschichtliche Zusammenhänge von Burg und Stadt mit zahlreichen Exponaten, Modellen, Grafiken und Fotografien
- Temporäre Ausstellungen im Rheinberger-Saal der Mittelburg (2. Stock, Lift). Geöffnet während der Öffnungszeiten der Burg, Eintritt im Burgeintrittspreis inbegriffen.